# Wyspy Asia
Wyspy Asia (indonez. Kepulauan Asia) – archipelag w Indonezji na północ od Waigeo i wysp Ayu oraz na południe od Palau. Administracyjnie należy do prowincji Papua Zachodnia.